# Edouard Gilliaux
Edouard Alexandre Benoît Désiré Gilliaux (Sart-Dames-Avelines, 21 oktober 1853 - Sint-Gillis, 1 oktober 1926) was een Belgisch volksvertegenwoordiger.

## Levensloop
Gilliaux was apotheker van beroep. Hij werd een voorman van de middenstandsorganisaties in Brussel.
Hij werd gemeenteraadslid in Sint-Gillis.
In 1894 werd hij verkozen tot volksvertegenwoordiger namens de Parti des Nationaux-Indépendants op de lijst van de katholieke partij voor het arrondissement Brussel en vervulde dit mandaat tot in 1900.